# Buliszerviz
A Buliszerviz (egyes változatokban Van Wilder: Buliszerviz) 2002-ben bemutatott német-amerikai koprodukcióban készült vígjáték, melynek főszerepében Ryan Reynolds és Tara Reid látható. Egy folytatás és egy előzményfilm készült hozzá.

## Történet
Van Wilder egy barátságos és népszerű diák a Coolidge Főiskolán, ahová már hét éve jár. Az elmúlt hat félévben már egyáltalán nem törődött a tanulással, helyette bulizott, illetve változatos módokon segített az iskola különféle klubjainak. Amikor az apja szembesül vele, hogy a fia még mindig iskolába jár, úgy dönt, megvonja tőle a tandíjat. Ez csapásként éri, hiszen önerőből nem tudja azt fedezni, és akkor ott kellene hagyni az iskolát. Felfedezi, hogy nagyszerű szervezőkészségének hála remek bulikat tud csinálni, így elhatározza, hogy ebből tesz szert pénzre. Segítségül felvesz maga mellé egy asszisztenst, az indiai cserediák Taj Mahal Badalandbadot, akinek életét is igyekszik egyengetni.  Közben egy fiatal diák, Gwen Pearson, aki újságíró a főiskola lapjánál, a sok sablonos cikk után végre igazi sztorit kap: egy riportot kell készítenie Van Wilderről. Ráadásul nem is akármilyet: a srác népszerűsége miatt a cikk címoldalon jelenhet meg, a diplomaosztó különszámában. Kezdetben a dolog nem nagyon akar működni, mert Van a találkozókat randiként kezeli, amivel sikerül magára haragítani Gwen barátját, a bunkó és fellengzős Richardot. Miután folyamatosan ugratják egymást, Van egy különösen kegyetlen tréfával túl messzire megy: süteménybe süti a kutyájából kinyert spermát, majd megeteti azt Richardék diákszövetségével.
Richard ekkor bosszúként felkéri Vant, hogy szervezze meg a legénybúcsúját, mert összeházasodik Gwennel. A lány erről nem is tud, de Vant lesújtja a hír, mert köztük elkezdett alakulni a románc. Cserébe megkapja a tandíjához még hiányzó összeget. Richard azonban egy ravasz húzással kiskorúakat juttat be az egyik buliba, ami miatt Van az iskolai fegyelmi tanács elé kerül. Eléri, hogy ne csapják ki, de cserébe a hátralévő hat napban teljesítenie kell a diplomázásához szükséges tárgyakat. A tanács megadja neki ezt a lehetőséget, és végül sikerrel jár: minden tárgyból átmegy.
Gwen el van ragadtatva, és megírja remekbe szabott vezércikkét, amit eljuttat Van apjának is, egy meghívóval. Mikor rájön, hogy minden Richard műve, és hogy megcsalta őt egy másik lánnyal, bosszút áll: hashajtót kever a proteinitalába aznap, amikor az orvosi egyetemre felvételizik. Az írásbeli tesztje emiatt katasztrofális lesz, szóbelizni pedig nem is tud, miután a neves bizottság előtt egyszerűen összecsinálja magát. Van lediplomázásának örömére bulit szerveznek, ahol összejön Gwennel, és az apja is felbukkan, aki gratulál a fiának.

## Szereplők
| Szerep                  | Színész           | Magyar hang          |
| ----------------------- | ----------------- | -------------------- |
| Vance "Van" Wilder Jr.  | Ryan Reynolds     | Minárovits Péter     |
| Gwen E. Pearson         | Tara Reid         | Zsigmond Tamara      |
| Taj Mahal Badalandabad  | Kal Penn          | Bódy Gergely         |
| McDougal professzor     | Paul Gleason      | Gruber Hugó          |
| Vance Wilder (Van apja) | Tim Matheson      | Rosta Sándor         |
| Richard Bagg            | Daniel Cosgrove   | Kossuth Gábor        |
| Ms. Haver               | Cynthia Fancher   | Illyés Mari          |
| Hutch                   | Teck Holmes       | Csík Csaba Krisztián |
| Jeannie                 | Emily Rutherford  | Erdős Borcsa         |
| Elliot Grebb            | Tom Everett Scott | Kapácsy Miklós       |
| Mini Cochran            | Deon Richmond     | Seder Gábor          |
| Gordon                  | Alex Burns        | Simonyi Balázs       |

## Fogadtatás
A filmet bemutatták mozikban is, ahol meglehetősen vegyes fogadtatásra lelt; főleg a sekélyes altesti poénokat és a sablonosságot kritizálták. Igazán sikeres a DVD-megjelenéssel lett, így került Magyarországra is. Ez a változat tartalmazta a film vágatlan és cenzúrázott (mozis) változatát is), kivágott jeleneteket, bakikat, illetve reklámfilmeket. 2006-ban újra kiadták, ezúttal kétlemezes változatban, kommentárral, és werkfilmmel. 2007-ben ez a változat jelent meg Blu-Rayen is.

## Folytatások
2006-ban készült hozzá egy közvetlen folytatás. A Buliszerviz 2: Taj előmenetele már a film mellékszereplőjét, Tajt helyezte a középpontba. 2009-ben egy előzményfilm is készült, a Buliszerviz 3: A gólyák éve, mely az elsőéves Van Wilder kalandjait dolgozza fel.